# Letland op de Olympische Zomerspelen 1936
Letland nam deel aan de Olympische Zomerspelen 1936 in Berlijn, Duitsland. Het zou voorlopig de laatste keer zijn dat Letland als onafhankelijk land zou deelnemen aan de Spelen. In 1940 volgde de annexatie door de Sovjet-Unie. Pas vanaf 1992 is Letland weer aanwezig op de Spelen.

## Medailleoverzicht
| Sport     | Olympiër(s)       | Onderdeel                | Medaille |
| --------- | ----------------- | ------------------------ | -------- |
| Worstelen | Edvins Bietags    | -87kg Grieks-Romeins (m) | Zilver   |
| Atletiek  | Adalberts Bubenko | 50km snelwandelen (m)    | Brons    |

## Deelnemers en resultaten

### Atletiek
| Olympiër          | Discipline             | Resultaat | Prestatie                                            |
| ----------------- | ---------------------- | --------- | ---------------------------------------------------- |
| Voldemārs Vītols  | 3000m steeplechase (m) | 7e        | serie 1: 3de in 9.28,8 finale: 7de in 9.18,8         |
| Artūrs Motmillers | marathon (m)           | 28e       | 2:58.02,0                                            |
| Adalberts Bubenko | 50km snelwandelen (m)  | Brons     | 4:32.42,2                                            |
| Jānis Daliņš      | 50km snelwandelen (m)  | DNF       | niet gefinisht                                       |
| Arnolds Krūkliņš  | 50km snelwandelen (m)  | DNF       | niet gefinisht                                       |
| Oto Jurģis        | speerwerpen (m)        | 13e       | kwalificatie: 11de met 61,9m finale: 13de met 60,71m |
| Jānis Dimza       | tienkamp (m)           | DNF       | niet gefinisht                                       |

### Basketbal
| Olympiër | Discipline | Resultaat | Prestatie                                                                                        |
| --- | ---------- | --------- | ------------------------------------------------------------------------------------------------ |
| Eduards Andersons Voldemārs Elmūts Mārtiņš Grundmanis Rudolfs Jurciņš Maksis Kazaks Visvaldis Melderis Džems Raudziņš Edgars Rūja Askolds Hermanovskis Aleksejs Anufrijevs J.Tiltiņš | mannen     | 15e       | 1ste ronde: W van Uruguay: 20-17 2de ronde: V van Canada: 23-34 herkansingen: V van Polen: 23-28 |

### Schietsport
| Olympiër         | Discipline              | Resultaat | Prestatie  |
| ---------------- | ----------------------- | --------- | ---------- |
| Rūdolfs Baumanis | 50m geweer liggend (m)  | 32e       | 291 punten |
| Kārlis Kļava     | 25m snelvuurpistool (m) | 23e       | 22 punten  |
| Haralds Marvē    | 25m snelvuurpistool (m) | 8e        | 29 punten  |

### Wielersport
| Olympiër                                                       | Discipline       | Resultaat | Prestatie |
| -------------------------------------------------------------- | ---------------- | --------- | --------- |
| Arvīds Immermanis                                              | wegwedstrijd (m) | onbekend  | 2:52.08,0 |
| Aleksejs Jurjevs                                               | wegwedstrijd (m) | onbekend  | 2:52.08,0 |
| Mārtiņš Mazūrs                                                 | wegwedstrijd (m) | onbekend  | 2:37.08,0 |
| Jānis Vītols                                                   | wegwedstrijd (m) | onbekend  | 2:52.08,0 |
| Mārtiņš Mazūrs Arvīds Immermanis Aleksejs Jurjevs Jānis Vītols | wegwedstrijd (m) | onbekend  | 8:21.24   |

### Worstelen
| Olympiër           | Discipline     | Resultaat      | Prestatie |
| Grieks-Romeins     | Grieks-Romeins | Grieks-Romeins | Grieks-Romeins |
| ------------------ | -------------- | -------------- | --- |
| Krisjānis Kundziņš | -61kg (m)      | 5e             | 1ste ronde: W van BEL Scherpenisse 2de ronde: V van ITA Borgia: 0-3 3de ronde: W van GRE Biris 4de ronde: vrij 5de ronde: V van TUR Erkan: 0-3                             |
| Edvīns Bietags     | -87kg (m)      | Zilver         | 1ste ronde: W van GER Seelenbinder 2de ronde: W van HUN Bóbis 3de ronde: W van TUR Avcioglu 4de ronde: vrij 5de ronde: W van EST Neo: 2-1 6de ronde: V van SWE Cadier: 0-3 |
| Alberts Zvejnieks  | +87kg (m)      | 7e             | 1ste ronde: V van TCH Klapuch 2de ronde: W van YUG Nagy 3de ronde: V van GER Hornfischer: 0-3                                                                              |

Afghanistan · Argentinië · Australië · België · Bermuda · Bolivia · Brazilië · Brits-Indië · Bulgarije · Canada · Chili · Colombia · Costa Rica · Denemarken · Duitsland · Egypte · Estland · Filipijnen · Finland · Frankrijk · Griekenland · Groot-Brittannië · Hongarije · IJsland · Italië · Japan · Joegoslavië · Letland · Liechtenstein · Luxemburg · Malta · Mexico · Monaco · Nederland · Nieuw-Zeeland · Noorwegen · Oostenrijk · Peru · Polen · Portugal · Republiek China · Roemenië · Tsjecho-Slowakije · Turkije · Uruguay · Verenigde Staten · Zuid-Afrika · Zweden · Zwitserland